# Konservfabriken, Majorna
Konservfabriken i Majorna är en före detta konservfabrik, numera kontorsbyggnad, vid Göteborgs fiskhamn i stadsdelen Majornas 2:a rote i Göteborg, uppförd år 1928 för Aktiebolaget Sveriges förenade konservfabriker (Fyrtornets konserver). Byggnaden ingår i Göteborgs kommuns bevarandeprogram och är numera kontor åt Stena.

## Historia
Sveriges förenade konservfabriker (SFK) bildades år 1895 och ett stort antal mindre företag slogs samman. Orsaken till den snabba sammanslagningen var den kris, som uppstått till följd av att sillen försvann i Bohuslän år 1895. SFK anlade en fabrik på Gårda i Göteborg och tillverkade inte enbart fiskkonserver, utan beredde även grönsaker och tillverkade soppor och kötträtter. År 1928 anlade man en fabrik i anslutning till fiskhamnen i Göteborg.

## Byggnaden
Byggnaden uppfördes år 1928 för Aktiebolaget Sveriges förenade konservfabriker efter ritningar av Carl Ritzén. Byggnaden är byggd i vinkel och uppförd i gult tegel. Entrén har en omfattning av granit och fasaden har murad dekor. Mot gården finns två mindre hus.
I byggnaden låg huvudkontoret för Aktiebolaget Sveriges förenade konservfabriker. Sedan företaget gått samman med Abba, kom fabriken i Göteborg att läggas ned år 1973.

## Galleri

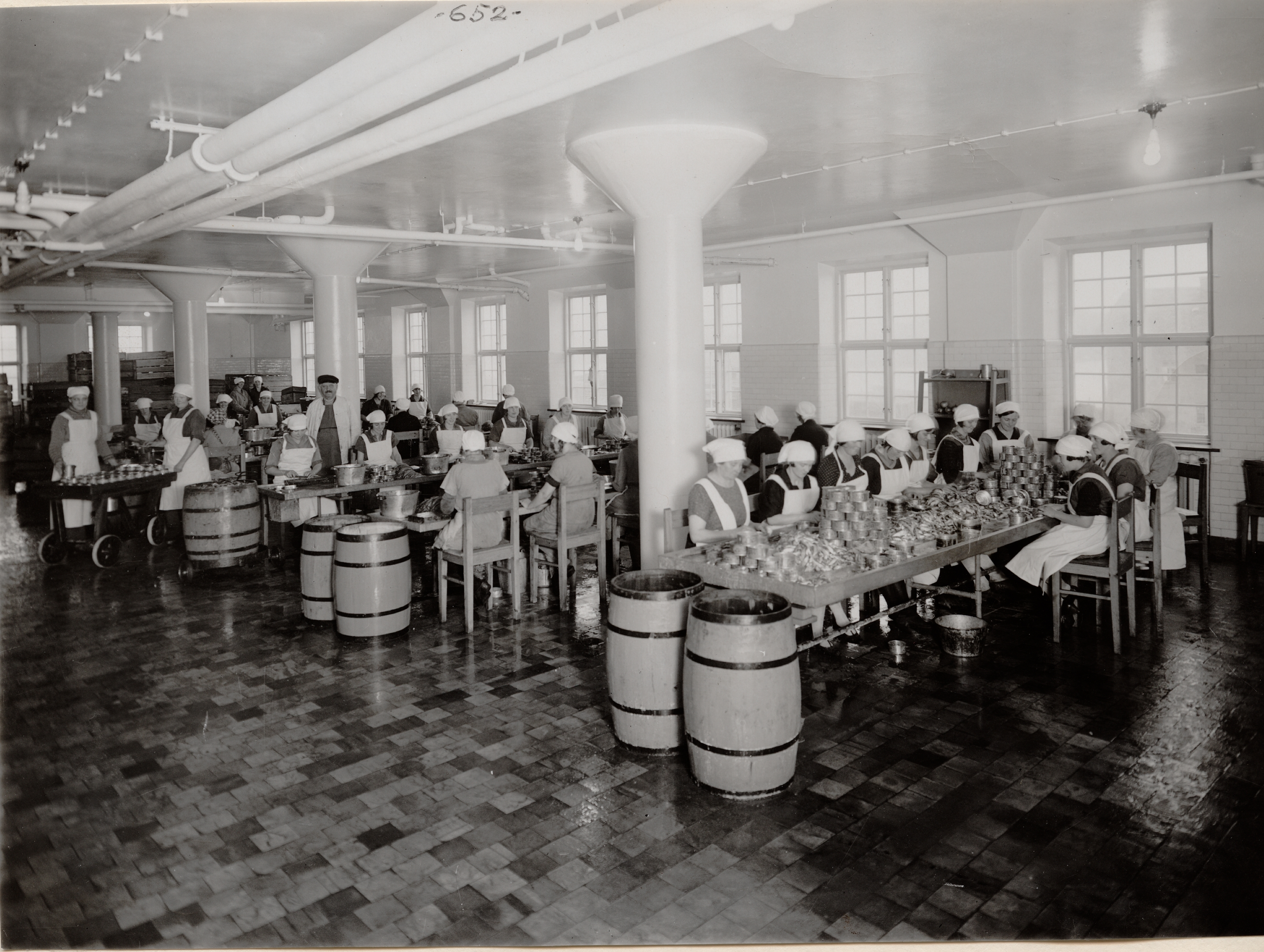
Interiör från konservfabriken år 1928.
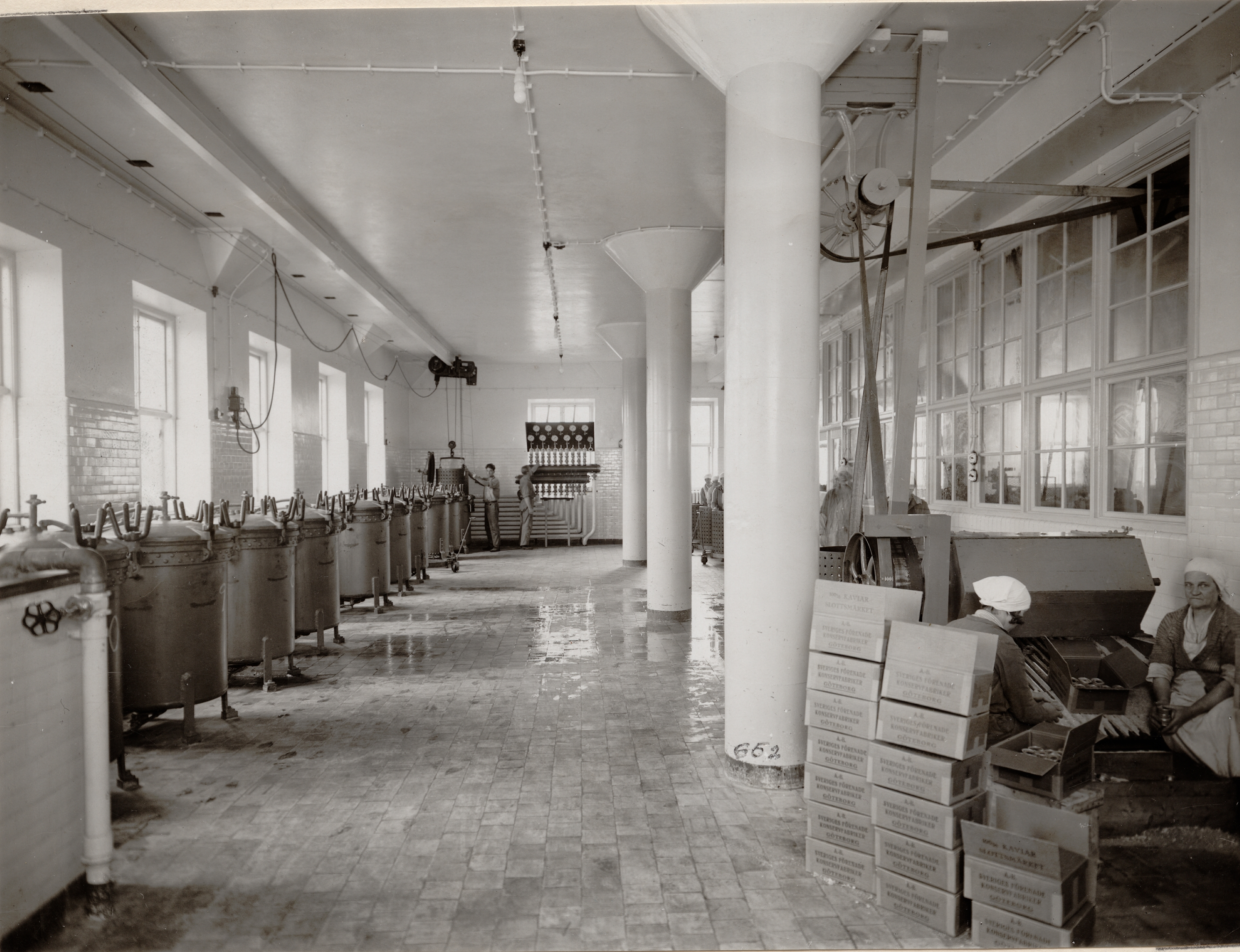
Interiör från konservfabriken år 1928. Steriliseringsrum med autoklaver.